# 臺灣盲鰻
臺灣盲鰻（学名：Myxine formosana），又名青眠鰻、無目鰻、鰻背、龍筋，为盲鰻科盲鰻屬下的一个种，分布於西北太平洋臺灣海域，為特有種，深度588-1500公尺，本於體呈圓柱狀且後半部側扁，頭部白色，身體與尾部黑灰色到深紫色，眼退化為皮膚所覆蓋，無上下頜，口外具四對鬚，具2列齒，鰓囊通常5對，體側各有一列黏液孔，數量80-117個，體長可達76.8公分，棲息在深海沙泥底層水域，主要以動物屍體為食，生活習性不明。